# كارلوس باسكوال
كارلوس باسكوال (بالإنجليزية: Carlos Pascual)‏ هو دبلوماسي أمريكي، ولد في 1958 في لا بوينتي في الولايات المتحدة.